# 津田堅之介
津田 堅之介（つだ けんのすけ）はフリーランスの自然・生態・動物フォトグラファー。1960年長崎県佐世保生まれ。長崎県佐世保市在住。
写真家栗林慧のアシスタントを2年半経た後、平凡社「アニマ」にシベリアイタチがノウサギをくわえて運ぶ写真が掲載され、フリーの動物写真家・エッセイストとして活動を始める。ガラパゴス諸島、エクアドル奥アマゾン、ネパール、中国の地球上最後の野生トキなど、海外取材も多い。
著作　自然の観察事典「ニホンザル」偕成社など
２００７年より福岡ECO動物海洋専門学校非常勤講師として、野生動物保全、野生動物管理学、動物関連法規、ネイチャーフォトを担当
UNESCO世界文化遺産「野崎島」非常勤学芸員

## 連載
- 海風舎「島へ。」フォトエッセイ「ツダケンの島のいきもの図鑑」　島へホームページ
- 九州電力広報誌うららか

## 講師・講演
- 2007年より福岡ECO動物海洋専門学校(FEC )で、非常勤講師として「野生動物管理学」と「ネイチャーフォト」の講義を担当。
- 小中学校で　自然との共存の重要性について「自然があるから僕らは生きていける」「夢は見るだけじゃなくかなえるもの」がテーマ。

## エコツアー
アニマルウォッチングツアーの講師として、ネパールの自然と動植物、ガラパゴス諸島とエクアドル奥アマゾン、中国陝西省洋県の野生トキなど国内外の魅力的なツアーをコーディネート中である。